# M. E. Aldrich Rope
M. E. Aldrich Rope, eigentlich Margaret Edith Rope (* 29. Juli 1891 in Leiston, Suffolk; † 9. März 1988 in Bungay, Suffolk), war eine englische Glasmalerin in der Tradition der Arts-and-Crafts-Bewegung, die zwischen 1910 und 1964 tätig war. Sie war eine Cousine von Margaret Agnes Rope aus Shrewsbury, einer weiteren englischen Glasmalerin derselben Tradition, die von 1910 bis zum Zweiten Weltkrieg tätig war. Im Vergleich zu ihrer Cousine war Margaret Edith die produktivere Künstlerin mit einem Ansatz, der sich in ihren späteren Jahren von einem erkennbaren Stil der Arts-and-Crafts-Schule zu etwas Einfacherem und Modernerem entwickelte.

## Leben
Margaret Agnes und Margaret Edith Rope waren Cousinen und hatten dieselben Großeltern, George Rope (1814–1912) und Anne (geborene Pope) (1821–1882) aus Grove Farm, Blaxhall in Suffolk.  Margaret Edith Rope war das fünfte Kind von Arthur Mingay Rope (selbst das fünfte Kind von George und Anne, 1850–1945) und Agnes Maud (geborene Aldrich, 1855–1943). Sie hatte eine Reihe von künstlerischen Verwandten in Leiston und Blaxhall, Suffolk. Neben ihrer Cousine Margaret Agnes hatte sie einen Onkel, George Thomas Rope, einen Landschaftsmaler und Naturforscher, die Tante Ellen Mary Rope, Bildhauerin, und die Schwester Dorothy Anne Aldrich Rope, ebenfalls Bildhauerin. Ihr Spitzname in der Familie war Tor für Schildkröte, und sie benutzte eine Schildkröte, um einige ihrer Fenster zu signieren, besonders in ihren späteren Jahren.
Sie besuchte die Wimbledon High School, die Chelsea College of Art and Design und die Central School of Arts and Crafts des London City Councils, wo sie sich unter Karl Parsons und Alfred Drury auf Glasmalerei spezialisierte. Ab etwa 1911 arbeitete sie im Glass House Fulham mit ihrer Cousine Margaret Agnes zusammen, zum Beispiel an den Fenstern für die Kirche St Peter and Paul in Newport in Shropshire. Um sich von ihrer gleichnamigen Cousine zu unterscheiden, benutzte sie den Berufsnamen M. E. Aldrich Rope (der den Mädchennamen ihrer Mutter enthält) oder M. E. A. Rope. Einer ihrer Freunde war der Kirchenarchitekt J. Harold Gibbons, und diese Verbindung führte zu ihrem ersten großen Auftrag für die St. Chad’s Church in Far Headingley, Leeds, die zu ihren größten Werken zählt.
Während eines Großteils ihres aktiven Künstlerlebens lebte sie in verschiedenen Häusern in der Deodar Road in Putney, die zu dieser Zeit eine Art „Künstlerkolonie“ war. Um 1926 zog sie in das Haus Nr. 61, das auch von Caroline Charlotte Townshend und Joan Howson bewohnt wurde. Sie war eine enge Freundin von Wilhelmina Geddes. Später, im Zweiten Weltkrieg, zog sie in das Haus Nr. 81, bis es ausgebombt wurde. In der Nachkriegszeit wohnte sie in Nr. 89, wo sie ein Atelier, eine Werkstatt und einen Brennofen hatte (der auch von Rachel de Montmorency genutzt wurde).
Sie teilte sich das Haus mit Clare Dawson, einer Freundin und Schülerin. In ihrem späten Leben wurde sie römisch-katholisch. Mitte 1978, im Alter von 87 Jahren, verließ sie Putney und kehrte nach Suffolk zurück, um auf dem Bauernhof der Familie zu leben. Sie starb 1988 im Alter von 96 Jahren an den Folgen einer langwierigen Alzheimer-Krankheit.

## Werke
Ropes künstlerisches Schaffen, das sich über einen Zeitraum von mehr als 50 Jahren erstreckte, war größtenteils für anglikanische (vor allem anglokatholische) Kirchen, aber auch für einige wenige römisch-katholische Kirchen. Eine detaillierte Gesamtaufstellung aller Werke befindet sich auf der Webseite der Familie.

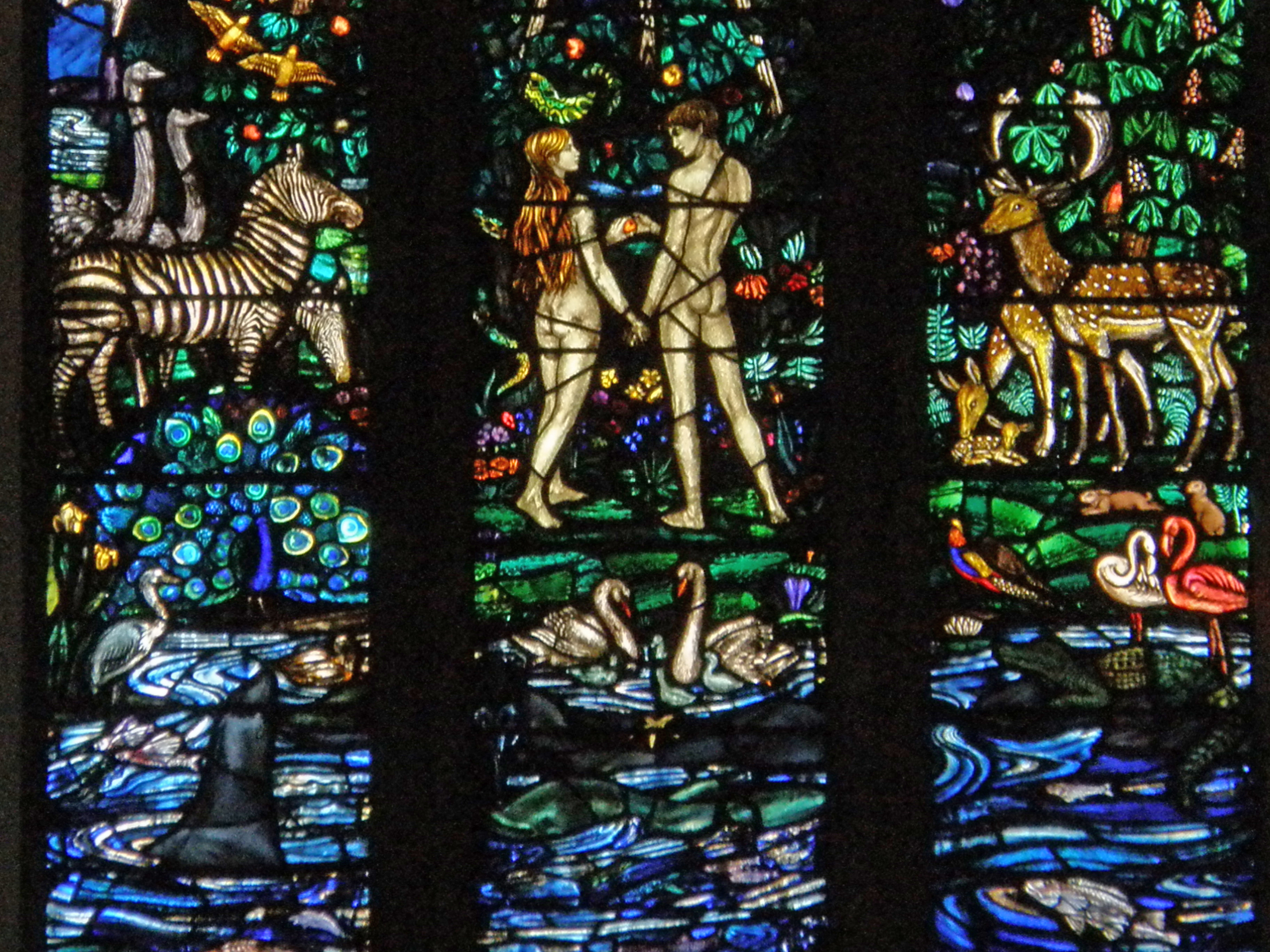
„Erschaffung der Welt“, St Chad in Far Headingly, Leeds, 1922
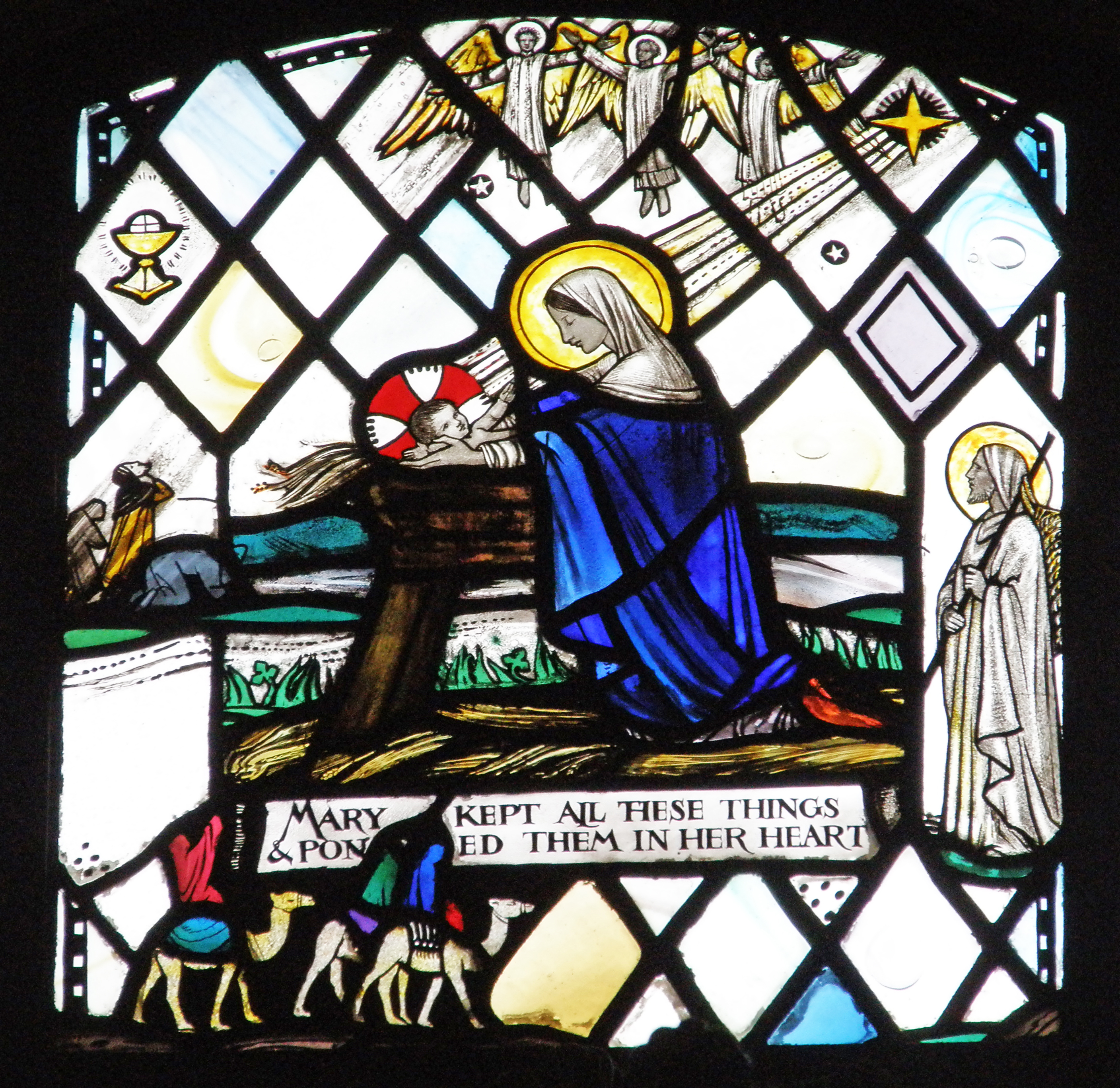
„Geburt Christi“, St Saviour’s Priory, Haggerston, London, 1924
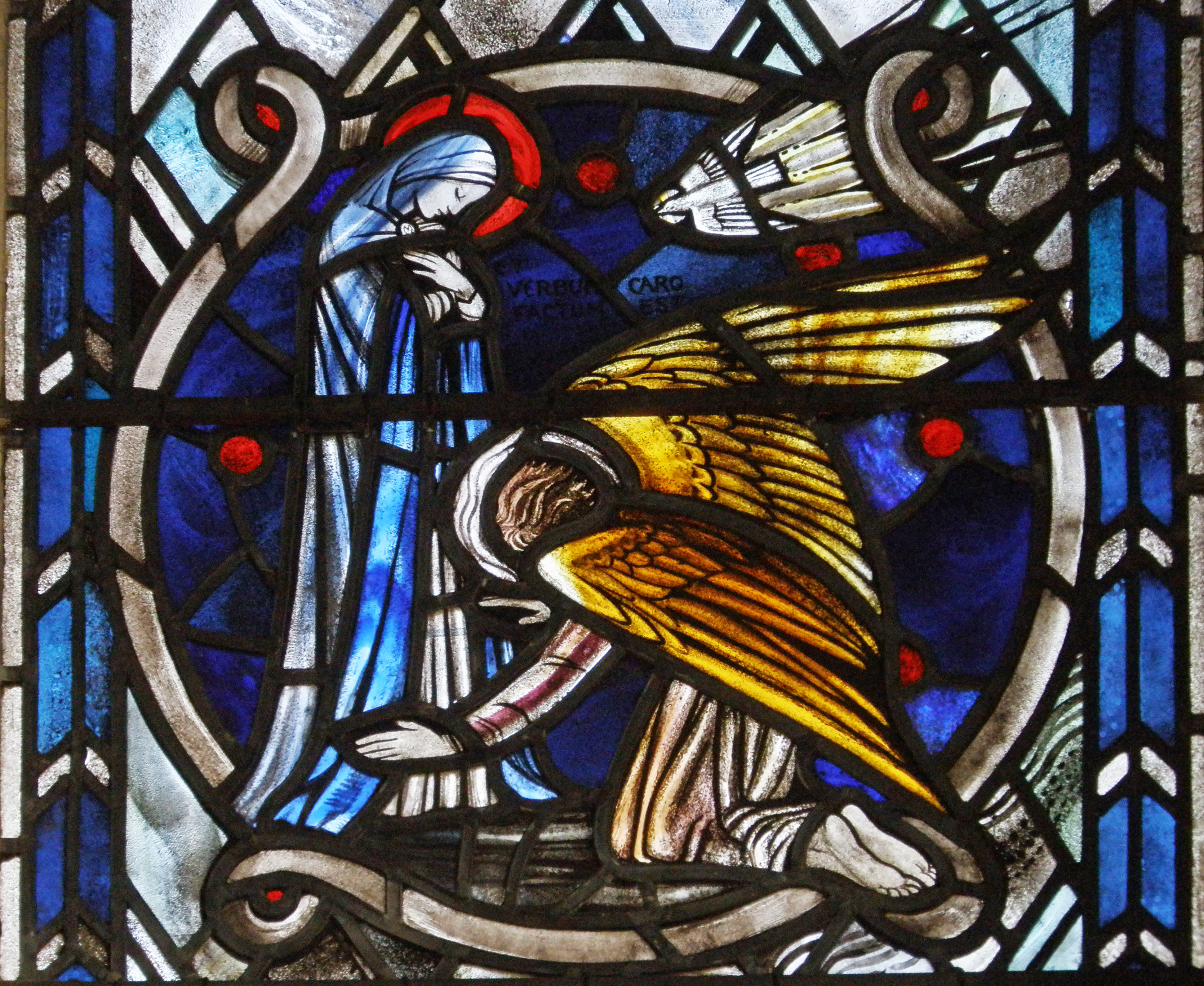
Verkündigungsszene unterhalb des Kreuzigungsfensters, St Mary Magdalene in Ickleton, Cambridgeshire, 1929
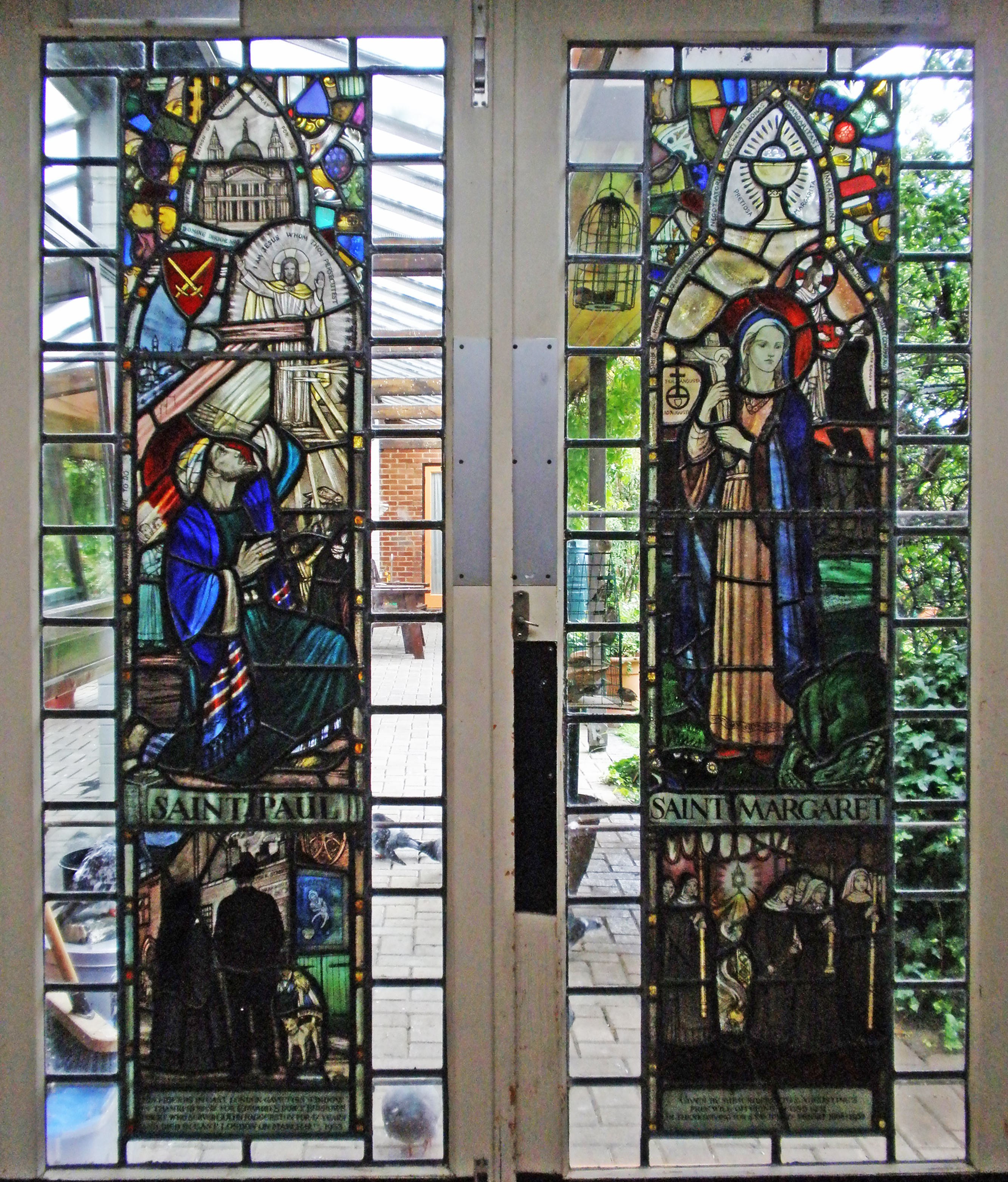
Heilige Paulus und Margaret, St Augustine, Haggerston, London, 1931 und 1933
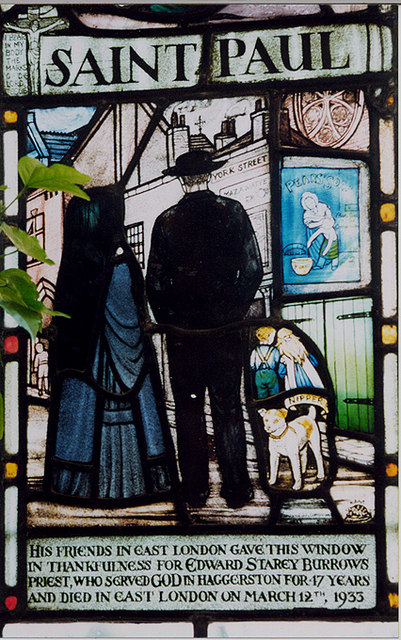
Detail einer Alltagsszene im Fenster zum Heiligen Paulus (der Hund stellt den Hund dar, der zum Zeitpunkt der Herstellung des Fensters dem Pfarrer gehörte), St Augustine, Haggerston, London, 1933
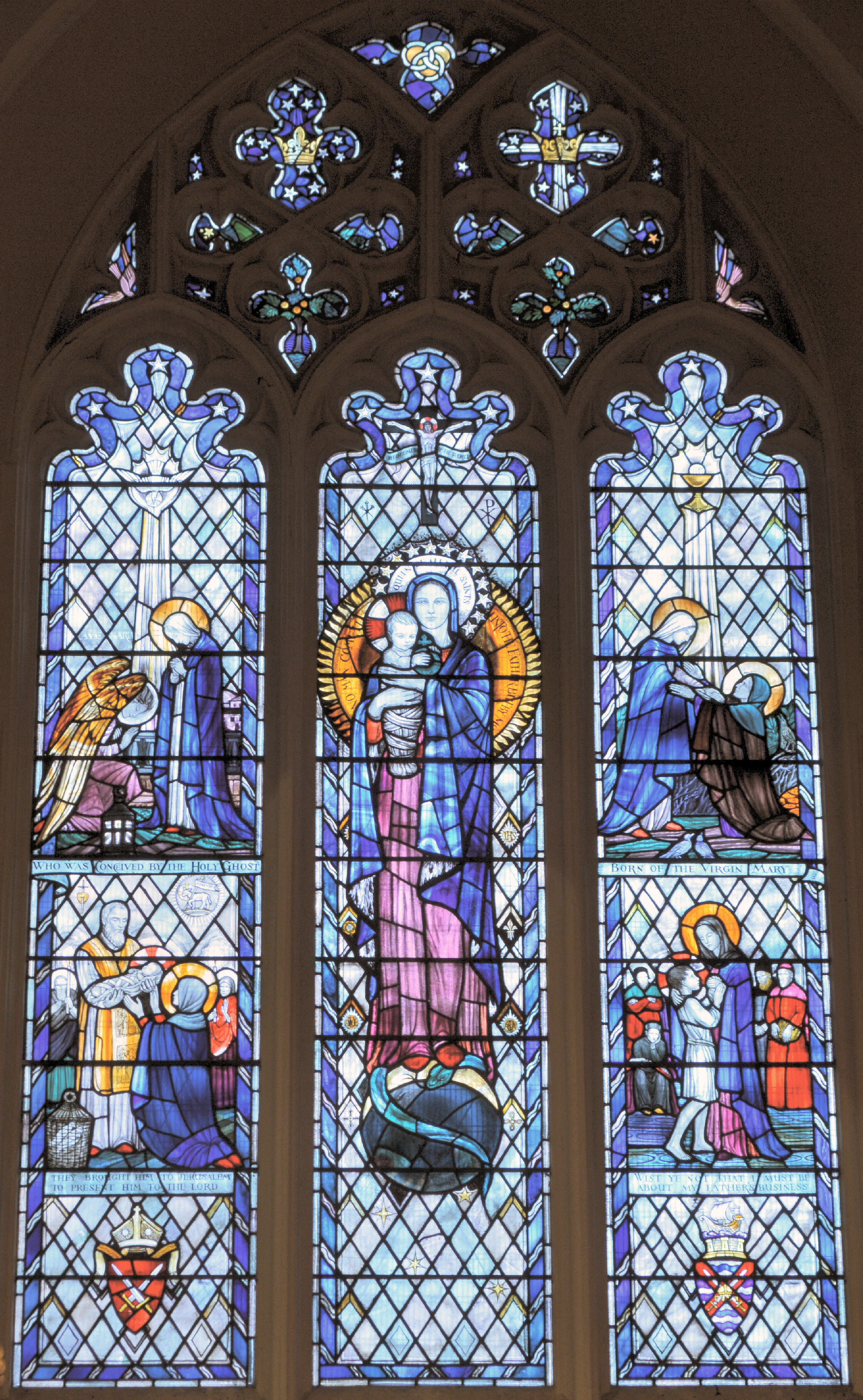
Marienfenster, All Saints Church, Fulham, 1938
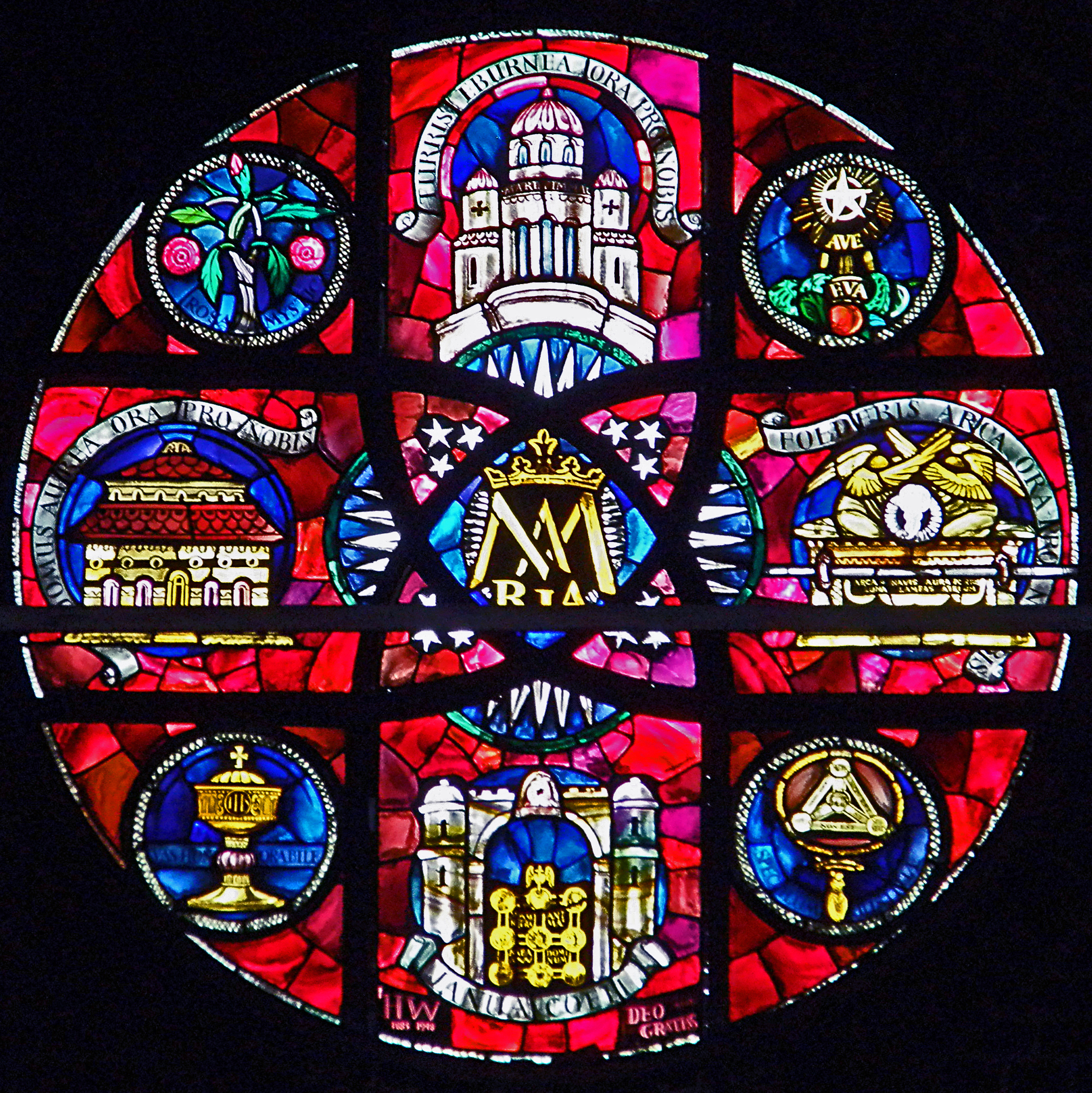
Rose Window, Fenster zu acht Titeln Mariens, St Mary, Chelsea, London, nach 1945